# 남경민 (농구 선수)
남경민(1979년 9월 20일 ~ )은 대한민국의 前 농구 선수이며 경기도 수원 출생이다.

## 생애

### 학력
- 1998년 경기도 수원여자고등학교 졸업

### 주요 경력
- 1998년 신세계 쿨캣 소속 농구 선수로 첫 입문
- 2000년 금호생명 팰컨스로 이적.
- 2003년 현대 하이페리온으로 이적.
- 2004년 농구 선수 은퇴.